# Robert Glen
Robert Glen (* 20. Juni 1905 in Paisley, Schottland; † 26. Februar 1991) war ein britisch-kanadischer Entomologe.

## Leben und Wirken
Glen wuchs in der Provinz Saskatchewan in Kanada auf. Er erwarb 1929 an der University of Saskatchewan einen Bachelor und 1931 einen Master in Biologie. Er arbeitete etwa 15 Jahre für die staatliche Insektenforschungsstation in Saskatoon, wo er sich insbesondere mit Schädlingen befasste. Weitere Studien führten ihn an das United States National Museum in Washington, D.C. und an die University of Minnesota, wo er mit einer Arbeit über die Larven der Schnellkäfer (Drahtwurm) promovierte. Ab 1945 arbeitete er am kanadischen Landwirtschaftsministerium, wo er bis zum Staatssekretär für Wissenschaft (Assistant Deputy Minister (Research), 1962) aufstieg. Hier machte er sich um die Entwicklung der entomologischen Forschung in Kanada verdient. Er übernahm unter anderem Führungsaufgaben in der Entomological Society of Canada (Präsident 1957) und im Agricultural Institute of Canada. 1962 war er Präsident der Entomological Society of America, die ihn 1964 mit ihrem L.O. Howard Distinguished Achievement Award auszeichnete. Im selben Jahr erhielt er die Medaille der Entomological Society of Canada. 1972 ging Glen in den Ruhestand.

## Auszeichnungen (Auswahl)
- 1959 Ehrendoktorat der University of Saskatchewan[6]
- 1960 Ehrendoktorat der Universität Ottawa[1]
- 1967 Officer des Order of Canada[7]
- 1967 Auswärtiges Mitglied der National Academy of Sciences[8]